# Calpulalpan (stad)
Calpulalpan (Nahuatl: Calpollalpan) is een stadje in de Mexicaanse deelstaat Tlaxcala. Calpulalpan heeft 30.004 inwoners (census 2005) en is de hoofdplaats van de gemeente Calpulalpan.
In december 1860 werd hier de slag bij Calpulalpan uitgevochten, de beslissende veldslag in de Hervormingsoorlog. Jesús González Ortega versloeg voor de liberalen de conservatieven, zodat een week later de liberalen in Mexico-Stad stonden.